# Maladrerie Saint-Nicolas
La maladrerie Saint-Nicolas est une léproserie fondée au début du XIIe siècle.

## Histoire
Le prieuré-léproserie de Saint-Nicolas d'Évreux est localisé au XIIe siècle sur un terrain concédé par l'abbaye de la Sainte-Trinité-du-Mont de Rouen, en la paroisse de Gravigny, dans la vallée de l'Iton et doté d'une chapelle. Elle fut d'abord, vers la fin du XIIe siècle et le début du XIIIe siècle, un établissement religieux (monastère ou couvent) d'une vingtaine de personnes sous la direction d'un prieur, avant de perdre sa communauté entre les XIIIe et XIVe siècles et que les bourgeois d’Évreux n'en reprennent le contrôle au XVe siècle et la transforment en ferme. En 1557, le site est rattaché au bureau des pauvres de la ville.
La mort du dernier prieur en 1680 fait perdre à la léproserie son titre prieural l'année suivante. La maladrerie est vendue comme bien national en 1795.
La ferme est abandonnée en 1985 et rachetée par la commune en 1994. Sa restauration commence à partir de 1996.

## Topographie
La léproserie est située au nord de l'espace périurbain d’Évreux, en direction de Rouen, dans la vallée de l'Iton, en aval ; entre la forêt de Saint-Nicolas à l'ouest et l'Iton à l'est. Au Moyen Âge, la maladrerie est à moins de 1 500 mètres des remparts d’Évreux, sur le grand chemin de Rouen (aujourd'hui, la rue du Carmel), avant qu'on ne lui préfère la route royale, 100 mètres plus haut (RN 154 ou avenue Aristide-Briand ; puis RD 155 depuis le contournement d’Évreux en 1990).
La « sente bourgeoise » qui servait de délimitation entre les paroisses puis entre les communes d’Évreux et de Gravigny fut renommée « rue de la Libération » au XXe siècle ; elle reliait l'ancienne et la nouvelle route de Rouen. En face de la maladrerie, entre le chemin du Moulin de Saint-Pierre et la sente bourgeoise, se trouvait la friche de la foire Saint-Nicolas, qui a été vendue avec la ferme en 1985.

### Bâtiments

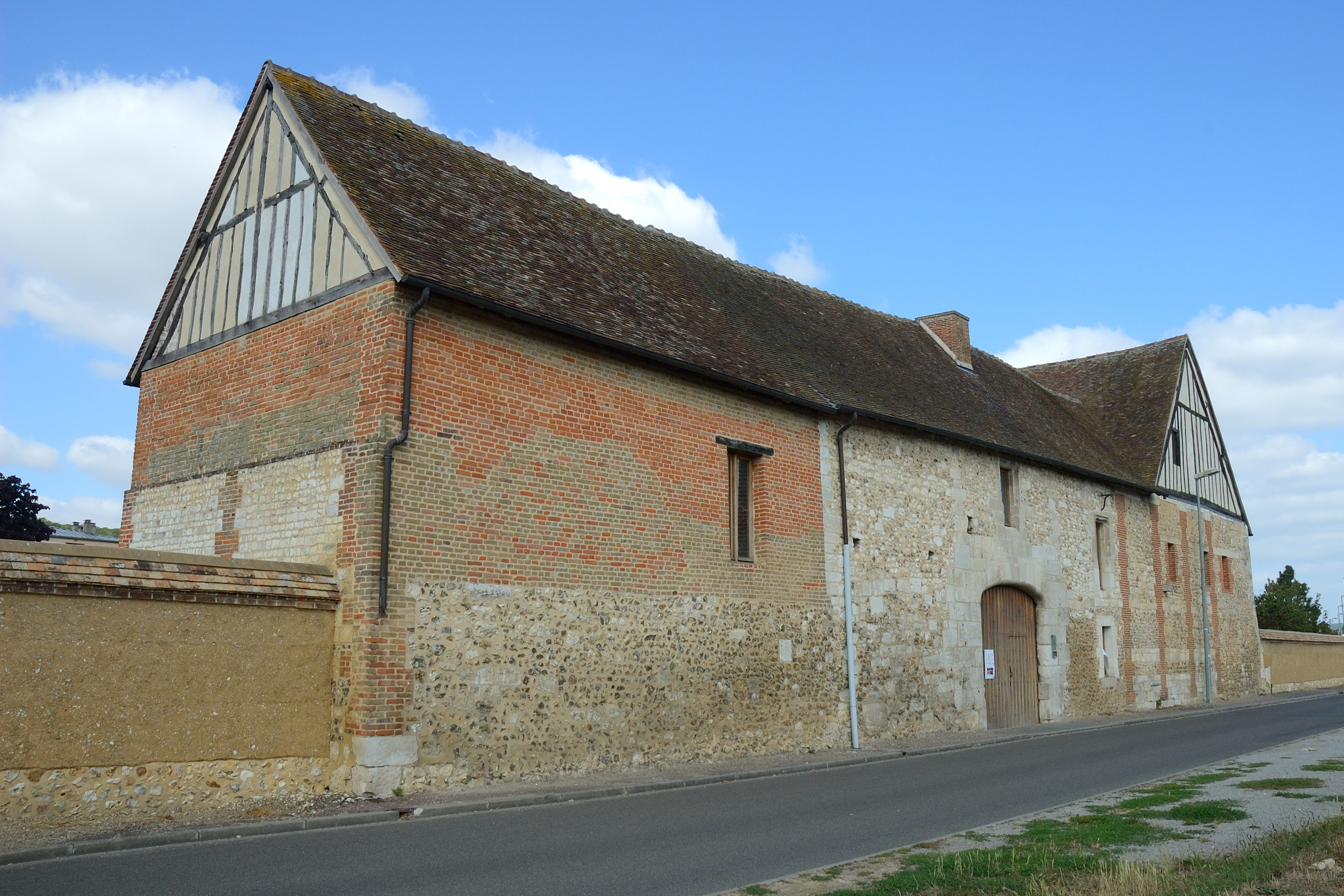
Façade sur rue.

- Grand bâtiment
- Grange
- Colombier
- Puits
- Four

## Protection
Construit entre le XIIe siècle et le XIIIe siècle, puis transformé durant les XVIe siècle et XVIIIe siècle, les bâtiments subsistants ainsi que l'emprise foncière des parcelles AB 55 et 56 sont inscrits au titre des monuments historiques par arrêté du 15 février 1995.